# Diecezja Ekiti
Diecezja Ekiti – diecezja rzymskokatolicka  w Nigerii. Powstała w 1972 pod nazwą Ado-Ekiti. W tym samym roku otrzymała obecną nazwę.

## Biskupi diecezjalni
- biskupi  Ekiti
- Bp Felix Femi Ajakaye (od 2008)
- Bp Michael Patrick Olatunji Fagun (1972 – 2010)
- Biskupi  Ado-Ekiti
  - Bp Michael Patrick Olatunji Fagun (1972 – 1972)